# Park Joo-bong
Park Joo-bong (Imsil, 5 de dezembro de 1964) é um ex-jogador de badminton sul-coreano, campeão olímpico, especialista em duplas.

## Carreira
Park Joo-bong representou seu país nos Jogos Olímpicos de Verão de 1992, e 1996 conquistando a medalha de ouro, nas duplas em 1992, com a parceria de Kim Moon-soo.